# Poison (canción de The Prodigy)
«Poison» es una canción del grupo británico de música electrónica The Prodigy, lanzada el 6 de marzo de 1995 como el cuarto y último sencillo del segundo álbum de estudio, Music for the Jilted Generation (1994). Maxim Reality canta en esta pista. Logró número uno en Finlandia, mientras que alcanzó su punto máximo entre los cinco primeros en Irlanda y Noruega. Además, alcanzó su punto máximo entre los 30 primeros en Suecia y Suiza.

## Composition
La batería en la canción son muestras de «It's a New Day» de Skull Snaps, «Amen break» de The Winstons y «Heavy Soul Slinger» de Bernard Purdie.

## Recepción de la crítica
John Bush de AllMusic vio la canción como «excelente». Larry Flick de Billboard señaló que «marca la primera incursión del grupo rave en hip-hop», y agregó que «es un movimiento inspirado. La inclinación del acto por los bucles extravagantes y los efectos de sonido industriales se combina perfectamente con el ritmo downtempo accesible de la pista». También describió la pista como un «jam jugoso», con la voz del nuevo miembro de la banda Maxim Reality. Brad Beatnik de RM Dance Update de Music Week declaró que «con sus ritmos duros de hip hop pero con una sensación funky, [es] la pista más destacada del álbum». Otro editor, James Hamilton, lo declaró como un «reggae-ish dub joller pesadamente ruidoso». James Hunter de Vibe lo describió como «una excelente cosa post-techno que debería convertirse en un éxito enorme y desagradable».
En 2022, Time Out clasificó a «Poison» en el puesto 26 en su lista de las «50 mejores canciones de los 90». La revista agregó: «Hay un montón de pistas de Prodge que podrían incluirse en esta lista, pero ninguna resume mejor a los ruidosos punks rave de Keith Flint y Liam Howlett que 'Poison'. La mezcla de breakbeats gruesos, electrónica fangosa y carnicería con los ojos muy abiertos fue el remedio rítmico perfecto para aquellos a los que les gustaba un toque de música dance (y aquellos que querían descubrir de qué diablos podría haber sido la cultura rave), pero simplemente no pudieron familiarizarme con los entrenamientos de ocho minutos de la Chicago house de la época».

## Desempeño en listas
«Poison» alcanzó el número uno en Finlandia y estuvo entre los cinco primeros en Noruega. La canción también alcanzó el número 24 en Suecia y el número 23 en Suiza.

## Portada
La portada del sencillo en CD sigue un tema similar al de la canción: Rodenticida. La portada presenta una caja de dicho veneno, la contraportada muestra una imagen de un roedor muerto y en descomposición, y el propio CD tiene una rata superpuesta. El tema del veneno para ratas se relaciona con la música, ya que el remix oficial de la canción se llama «Rat Poison».

## Video musical
El video musical que acompaña a «Poison» fue dirigido por Walter Stern. La banda interpreta la canción en una ubicación similar a un sótano. Al final del video, el piso se ha convertido en un baño de lodo donde Keith Flint pelea con otros miembros de la banda.
El video musical apareció en un episodio de Beavis and Butt-Head.

## Bandas sonoras
La canción aparece en las bandas sonoras de la película de 1999 End of Days y la película de 1997 The Jackal. También aparece brevemente en la película Hooves of Fire de 1999.
También apareció en la banda sonora del videojuego FIFA 21.

## Legado
Las palabras habladas en la introducción de la versión del álbum:

Liam, alguien en el teléfono para ti / Aw carajo, tratando de escribir esta maldita melodía, hombre.

Fueron parodiadas por Clark en su remix «Mr Bad News» de Milanese, donde unas voces con un acento inglés de pronunciación recibida afectada dicen «Christopher, alguien está al teléfono para ti / Oh, por el amor de Dios, estoy tratando de escribir este puto tono, hombre».
Banda de rock electrónico Does It Offend You, Yeah? también hace referencia a la conversación de apertura de la pista en su canción «We Are the Dead» de su álbum Don't Say We Didn't Warn You.

## Lista de canciones
| N.º | Título                                   | Duración |  |
| 1.  | «Poison» (95 EQ)                         | 6:12     |  |
| 2.  | «Rat Poison»                             | 5:34     |  |
| 3.  | «Scienide»                               | 5:54     |  |
| 4.  | «Poison» (Environmental Science Dub Mix) | 6:18     |  |

## Posicionamiento en listas
| Lista (1995)                          | Mejor posición |
| ------------------------------------- | -------------- |
| Australia (ARIA)                      | 64             |
| Finlandia (Suomen virallinen lista)   | 1              |
| Irlanda (IRMA)                        | 3              |
| Países Bajos (Dutch Top 40 Tipparade) | 5              |
| Países Bajos (Dutch Single Tip)       | 8              |
| Noruega (VG-lista)                    | 5              |
| Escocia (OCC)                         | 25             |
| Suecia (Sverigetopplistan)            | 24             |
| Suiza (Schweizer Hitparade)           | 23             |
| Reino Unido (UK Singles Chart)        | 15             |
| UK Club Chart (Music Week)            | 47             |

## Certificaciones
| País        | Certificación | Ventas  |
| ----------- | ------------- | ------- |
| Reino Unido | Plata         | 200 000 |